# Internationaler Dienst für Erdrotation und Referenzsysteme
Der Internationale Dienst für Erdrotation und Referenzsysteme (Kürzel IERS; englisch International Earth Rotation and Reference Systems Service; ehemals auch nur Internationaler Erdrotationsdienst, engl. International Earth Rotation Service) ist eine internationale Organisation zur Messung und Berechnung der Erdrotations-Parameter und eines Bezugssystems für astronomische und geografische Positionsdaten.
Der Erdrotationsdienst wird von internationalen Organisationen der Geodäsie und der Astronomie betrieben und verarbeitet alle geodätischen Messungen zu künstlichen Erdsatelliten und Quasaren, um daraus ständig die Lage der Erde im astronomischen Fundamentalsystem zu berechnen.

## Vom Internationalen Breitendienst zum IERS
Gegründet wurde er 1899 – einige Jahre nach Entdeckung der terrestrischen Polbewegung – von Theodor Albrecht, Wilhelm Foerster und Friedrich R. Helmert in Berlin als Internationaler Breitendienst. Beobachtungstechnisch umfasste er damals 5 global verteilte Fundamentalstationen, die alle auf demselben Breitenkreis von 39° 08′ lagen, um durch Beobachtung von Sterndurchgängen nach der Horrebow-Talcott-Methode kleinste Änderungen der geografischen Breite erfassen zu können.
Seit den 1970er Jahren wurde diese visuell-astrometrische Messmethode durch die automatische Methode der Satellitengeodäsie ergänzt und später ersetzt. Dies steigerte die Messgenauigkeit um das Zehnfache. Die Daten werden im Abstand einiger Jahre zu inzwischen zentimetergenauen Erdmodellen kombiniert, siehe IERS Terrestrial Reference System (ITRS) und ITRF2000. Bei Einführung der automatischen Messung lag das Zentralbüro des IERS in Washington (USA) bzw. Ōshū (Japan). Heute hat es seinen Sitz wieder in Deutschland (Frankfurt am Main).
Die Messungen des IERS tragen auch zur Berechnung der koordinierten Weltzeit (UTC) bei, die vom Internationalen Büro für Maß und Gewicht (BIPM) in Paris koordiniert wird. Das BIPM setzt beispielsweise aufgrund von Empfehlungen des IERS Schaltsekunden in die koordinierte Weltzeit ein, um so eine möglichst exakte Übereinstimmung mit der Sonnenzeit zu halten.

## Kombination mehrerer Verfahren
Zum IERS-Service tragen insbesondere folgende Messungen bei:
- VLB-Interferometrie mit großen Radioteleskopen zu extragalaktischen Radioquellen (einigen hundert fast punktförmigen Quasaren)
- GPS-Positionsbestimmungen von hunderten Satellitenstationen und mit dem verwandten System GLONASS (künftig auch das europäische Galileo)
- Satellite Laser Ranging nach speziellen Laser-Satelliten
- Messungen der etwa 50 Doppler-Stationen des Typs DORIS
- Radar-Distanzmessungen des Systems PRARE, das trotz seiner Präzision im Zentimeterbereich klein genug ist, um damit auch nicht-geodätische Satelliten auszustatten.